# اندرسون (آلاسکا)
اندرسون (به انگلیسی: Anderson) شهری در بخش دنالی ایالت آلاسکا است که جمعیت آن در سرشماری سال ۲۰۰۰ میلادی ۳۶۷ نفر بوده‌است.